# Charles Pierre Verhulst
Pour les articles homonymes, voir Verhulst.
Charles Pierre Verhulst, né à Anvers le 8 août 1774 et mort à Bruxelles le 23 avril 1820, est un peintre de l'école belge.
Les œuvres de ce portraitiste renommé sont notamment conservées aux Musées royaux des Beaux-Arts de Belgique, au château de Gaesbeek, au Château-musée de Boulogne-sur-Mer en France et au Statens Museum for Kunst au Danemark.

## Biographie

### Famille
Charles Pierre Antoine Verhulst, né à Anvers le 8 août 1774, est le fils de l'artiste peintre Pierre Antoine Verhulst (1751-1809), originaire de Malines, et de Marie Joséphine Sterck (1751-1825). Charles Pierre Verhulst épouse, à Malines, le 9 septembre 1803 Marie Thérèse Ysenbaert, née dans la même ville (1781-1860), dont il a six enfants,,.

### Formation
Formé par son père et étudiant à l'Académie de Malines, il s'établit à Bruxelles en 1796,.

### Carrière

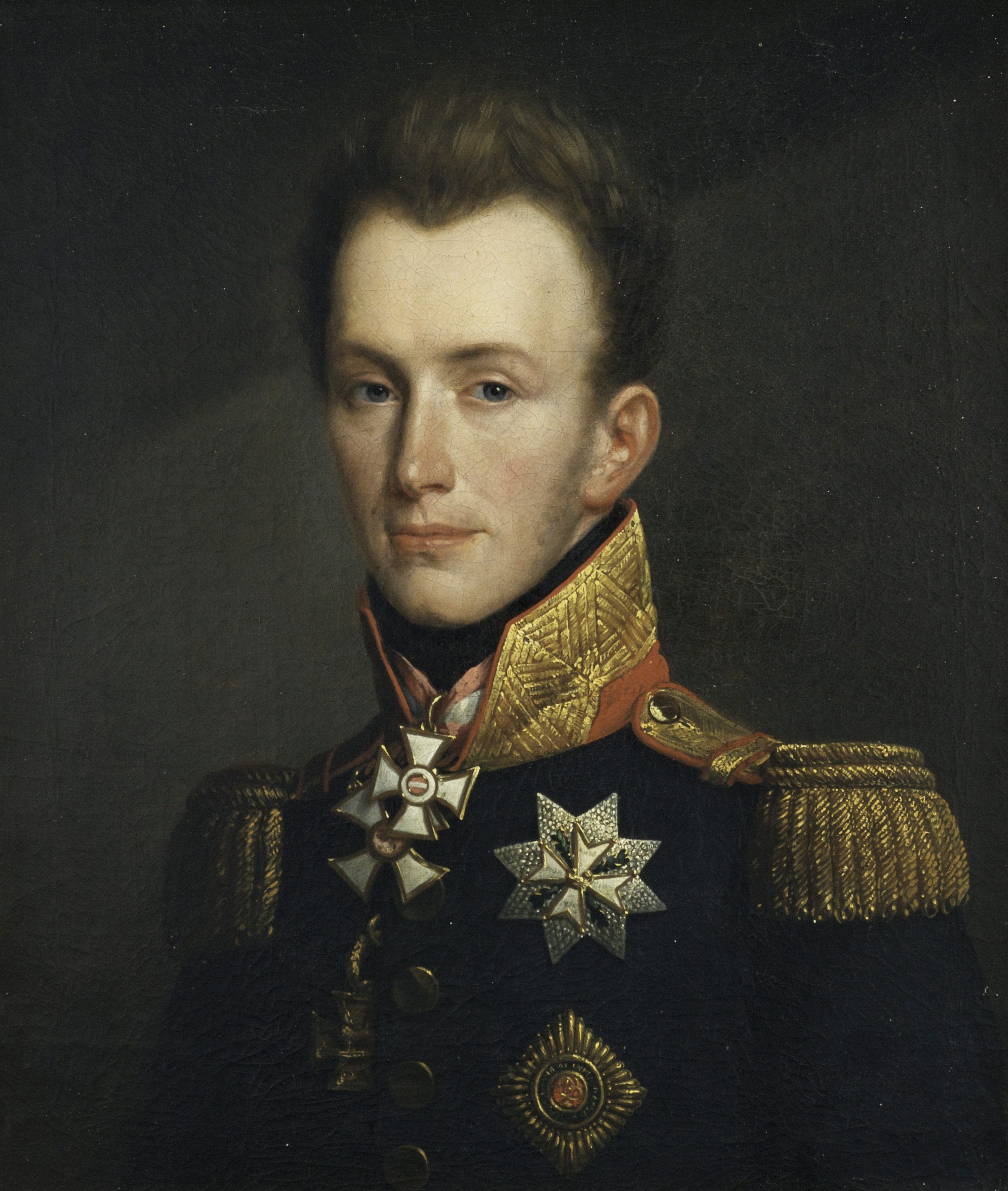
Portrait du futur roi Guillaume II des Pays-Bas, alors prince d'Orange (1817), par Charles Pierre Verhulst.

Charles Pierre Verhulst, professeur à l'Académie royale des beaux-arts de Bruxelles, forme de nombreux élèves, parmi lesquels se distingue Félicité Lagarenne (d). Au Salon de Bruxelles de 1811, il est membre du jury des récompenses. Il reçoit en 1817 le titre de « peintre de Son Altesse le prince d'Orange », futur roi Guillaume II des Pays-Bas,.
Charles Pierre Verhulst meurt, à l'âge de 45 ans, à son domicile rue du Saint-Esprit à Bruxelles le 23 avril 1820.

## Œuvre

### Caractéristiques
Son champ pictural couvre la peinture d'histoire, les scènes de genre et les portraits.
Il réalise plusieurs portraits de ses proches, dont ceux de sa sœur Marie Albertine, de son épouse, de sa fille Florence et de son fils Siméon. Il représente également des membres de la famille royale des Pays-Bas, conservés aux musées de Bruxelles et de Malines. En 1820, le quotidien L'Impartial affirme que l'un des plus grands mérites du peintre est une ressemblance parfaite avec les originaux. On lui a parfois reproché de mettre trop de chaleur dans son coloris, ce qui l'a poussé au noir. Son pinceau est vigoureux sans être dur.

### Galerie

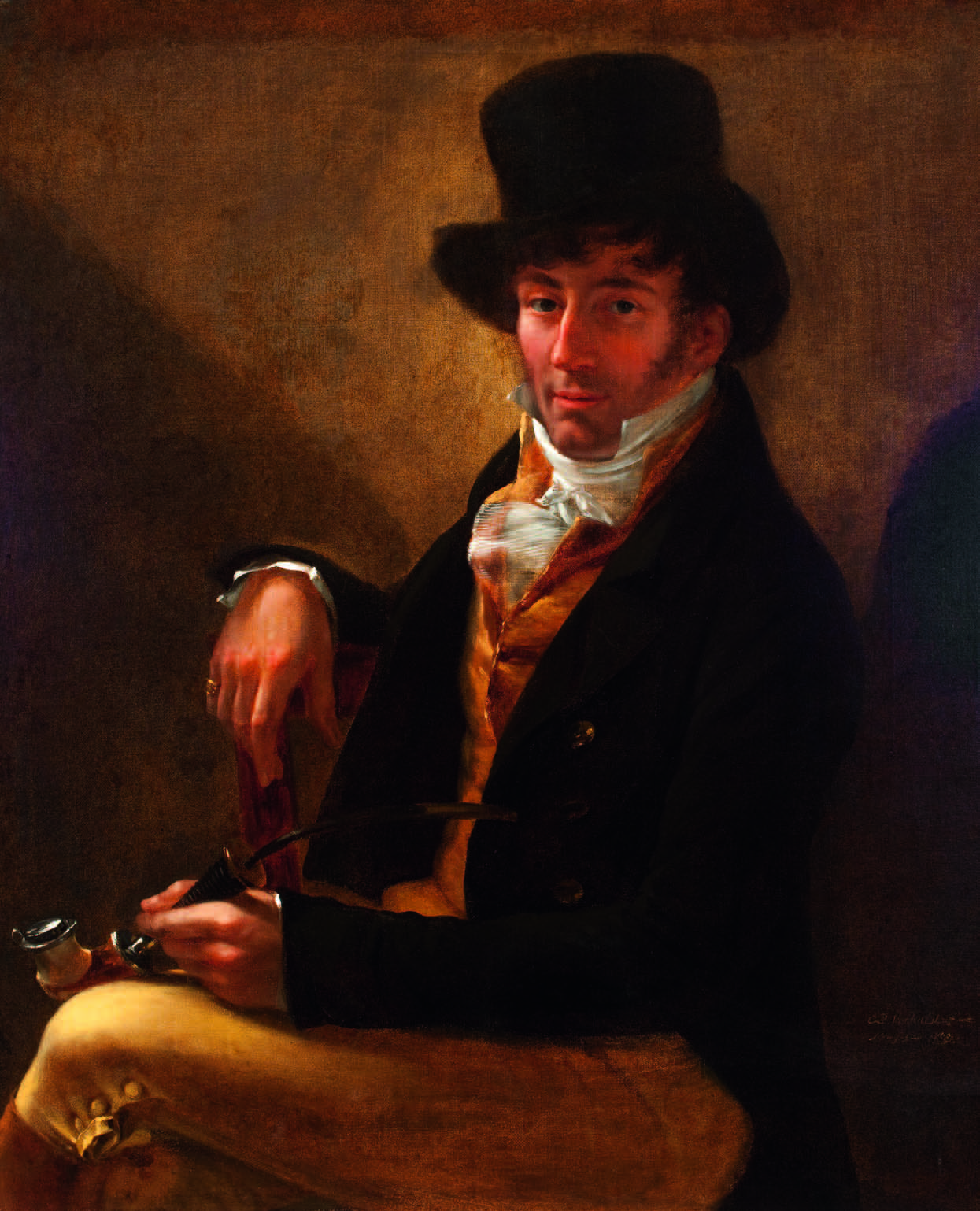
Portrait de Charles Joseph, 4e duc d'Ursel (vers 1810).
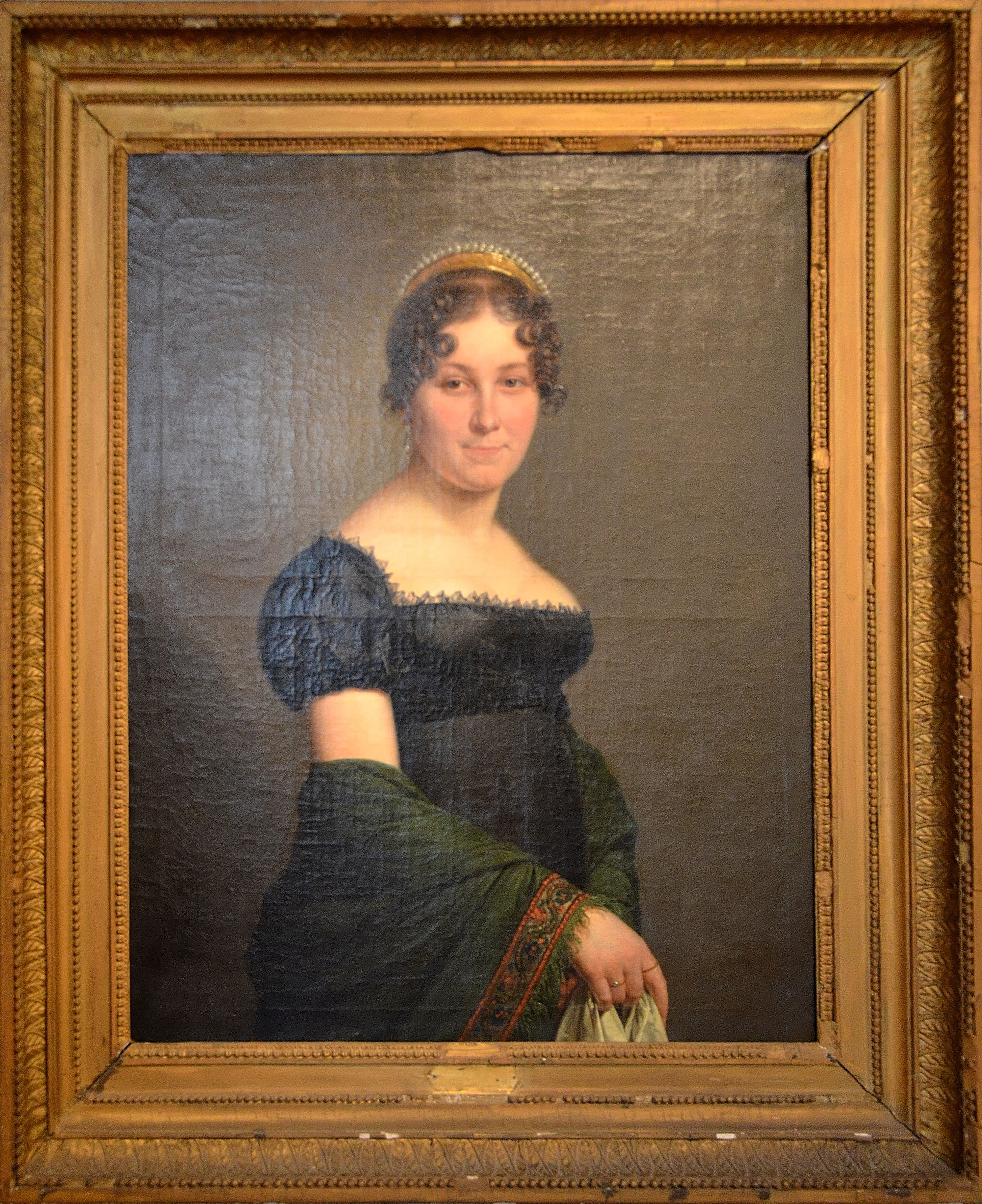
Portrait de femme (1812), château-musée de Boulogne-sur-Mer.
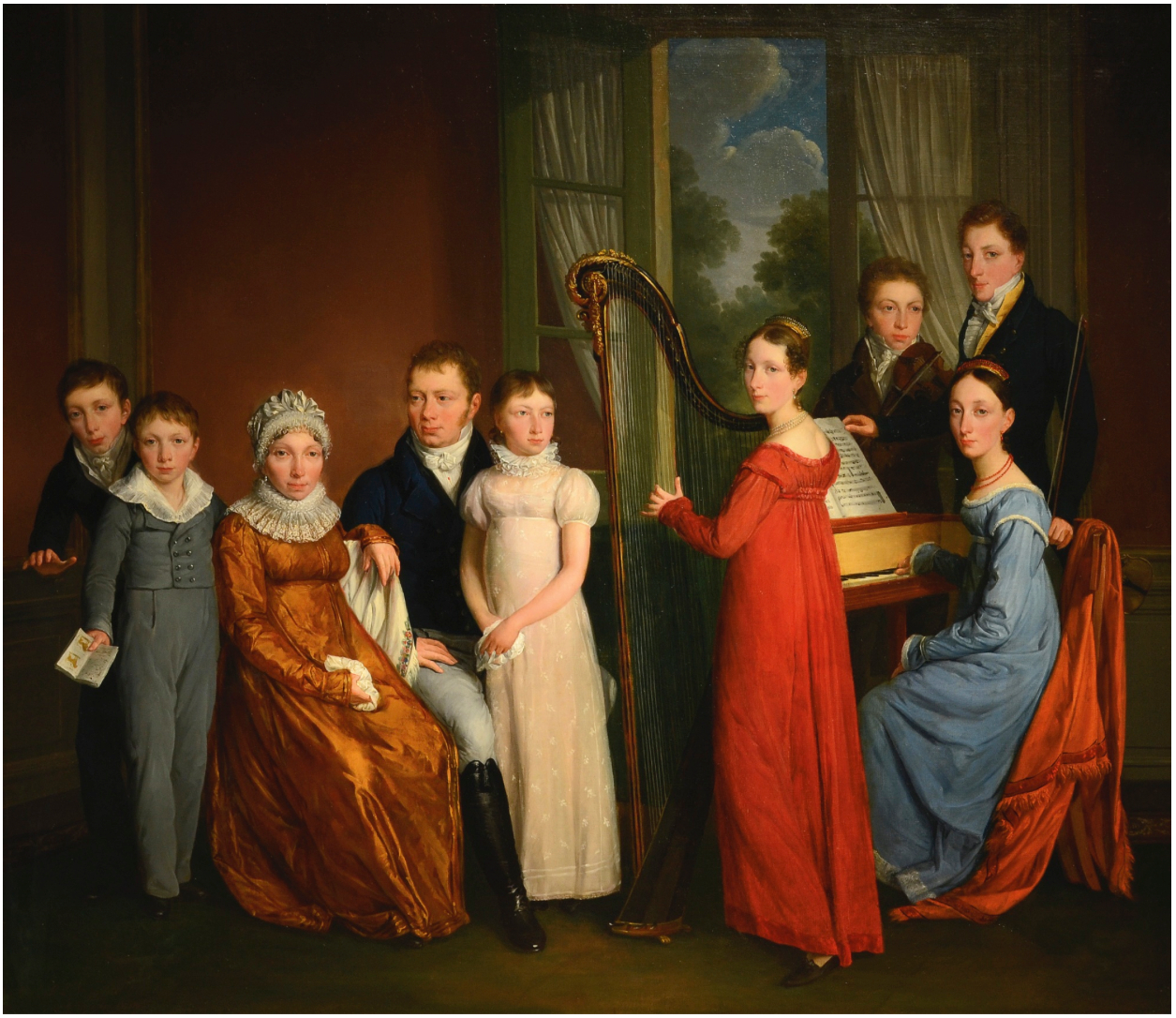
Famille jouant de la musique (1817).
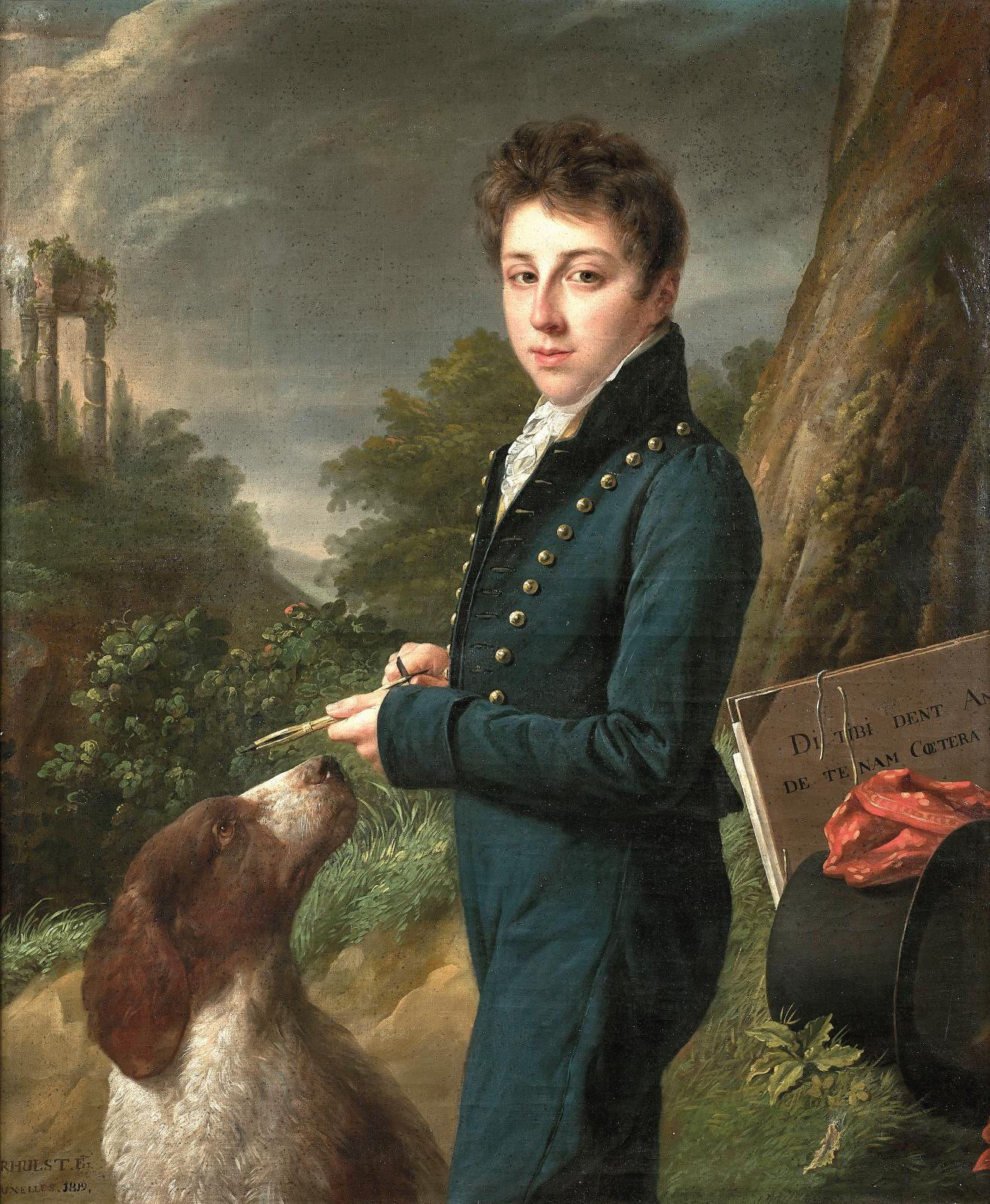
Portrait d'un jeune dessinateur avec son chien (1819).
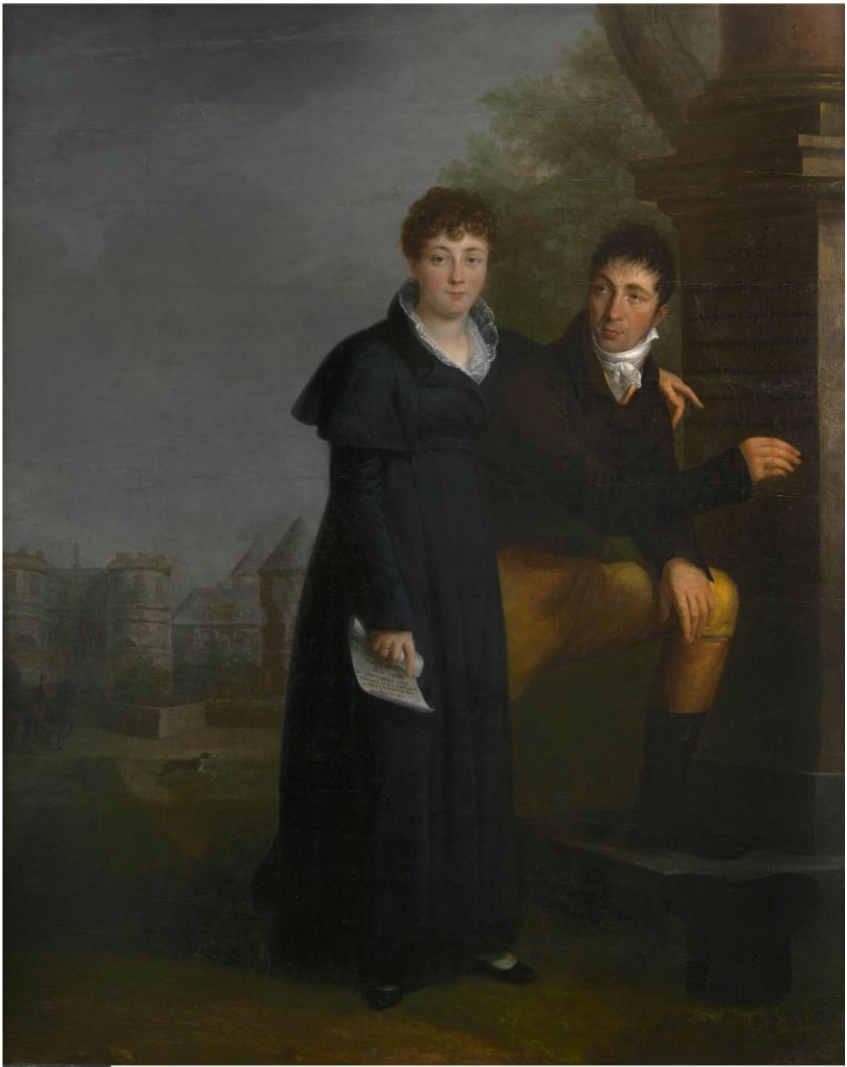
Sophie d'Arc et son époux André Masson, château de Gaesbeek.
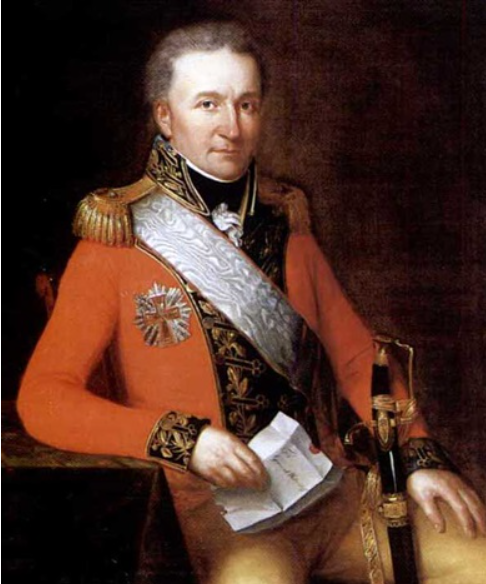
Portrait du général Ernst Frederik Walterstorff.

### Expositions
- Salon de Bruxelles de 1818 : Portrait du prince Frédéric des Pays-Bas, La Nouvelle intéressante, La Diseuse de bonne aventure, Portrait d'un major autrichien et Étude de tête d'après nature[6].
- Salon d'Anvers de 1819 : L'Innocence et la Fidélité représentées par un enfant endormi ayant un chien à ses côtés[7].

### Collections muséales
- Musées royaux des Beaux-Arts de Belgique (Bruxelles)[8] : 
  - Portrait du sculpteur Gilles-Lambert Godecharle (1805), huile sur toile, inventaire no 2721, format 96 × 81cm, legs de M. Napoléon Godecharle, fils du portraituré, Bruxelles, 1877.
  - Intérieur, le dîner (1816), huile sur bois, inventaire no 4160bis, format 65 × 53cm, don de la marquise d'Aoust, Paris, 1920.
  - Portrait d'homme (1816 ?), huile sur bois, inventaire no 3349, format 66 × 52cm, legs de Mme Vve Faber, Bruxelles, 1896.
  - Portrait de  Guillaume-Frédéric-Georges-Louis de Nassau, prince d'Orange (1817), huile sur toile, inventaire no 1306, format 231 × 165cm, peint pour la Société de la Loyauté et acquis de cette société, Bruxelles, 1854.
  - Portrait de Guillaume-Frédéric-Charles de Nassau, prince des Pays-Bas (1819), huile sur toile, inventaire no 1307, format 230 × 165cm, peint pour la Société de la Loyauté et acquis de cette société, Bruxelles, 1854.
- Château de Gaesbeek, Belgique : 
  - Sophie d'Arc et son époux André Masson (s.d.), huile sur toile, inventaire no 129, format 163 × 300cm.
- Museum Hof van Busleyden, Malines :
  - Portrait de Jean Arnold Antoine Tuerlinckx (1799), huile sur toile, format 61 × 44cm.
- Château-musée de Boulogne-sur-Mer en France :
  - Portrait de femme (1812), huile sur toile, inventaire no 3349, format 66 × 52cm, legs de M. Marmottan, 1935.
- Statens Museum for Kunst au Danemark :
  - Portrait du consul Hans West (1804), huile sur toile, inventaire no KMS4596, format 80 × 96,5cm.